# Червенский рынок
Червенский рынок (бел. Чэрвеньскi рынак), КУП «Червенский рынок» — рынок в Минске.

## История
Известно о том, что рынок действовал в начале XX века. Ранее в районе улицы Маяковского проходил Игуменский тракт. Небольшое местечко Игумен находилось в 50 километрах от Минска. После революции 1917 года Игумен переименовали в Червень.
В годы оккупации германскими войсками во время Второй мировой войны вместе с Комаровским рынком входил в список из трёх мест города Минска, которыми оккупационные власти ограничивали рыночную торговлю в городе.
По состоянию на начало 1980-х годов — колхозный рынок (один из семи в городе) площадью 14 750 м² на 496 торговых мест.

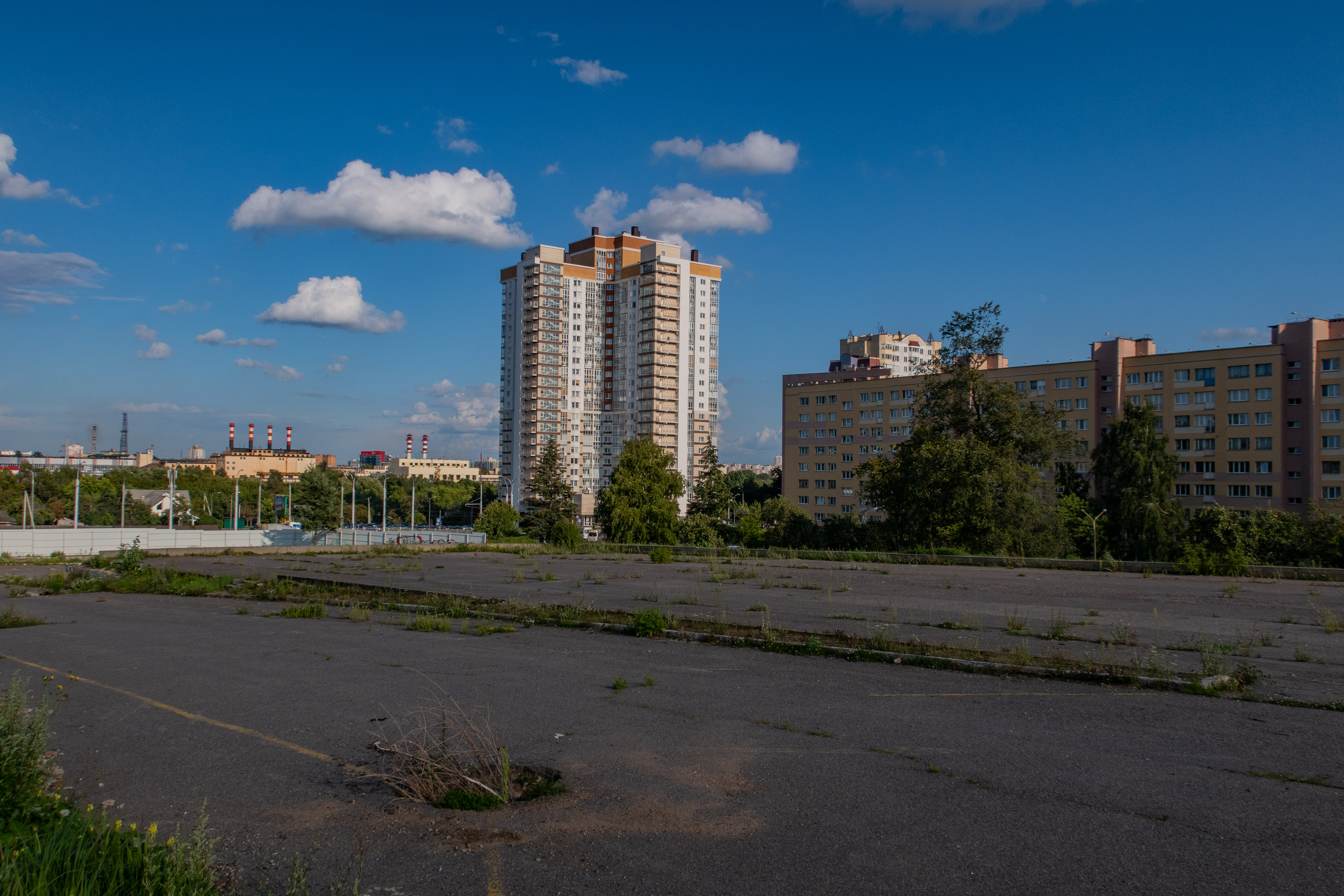
Заасфальтированная площадка, на которой до 2013 года располагался Червенский рынок (фотография сделана в августе 2019 года).

В 2013 году рынок был перенесён к Лошице с прежнего места по ул. Маяковского, 4 на адрес ул. Маяковского, 184.
Беларусь подписала инвестиционный договор по реконструкции бывшего места Червенского рынка с иранской компанией «Дидас». На бывшем месте рынка планируется построить современный торговый центр с привлечением около 100 млн долларов иранских инвестиций. По состоянию на летом 2019 года строительство не началось.
На 1 октября 2022 г. строительство идёт на уровне 3 этажа без выходных

## Расположение
Находится на углу улицы Маяковского 184, напротив Лошицкого парка отдыха, рядом с Камвольным комбинатом и Хладокомбинатом.